# 風に関連する鉄道事故の一覧
風に関連する鉄道事故の一覧は、風によって引き起こされた鉄道事故の一覧である。

## 強風
強風は、鉄道事故を様々な方法で引き起こす。例えば:
- 列車を線路から脱線させるように強風が吹く。
- 列車に沿っている別の列車や貨物列車に強風が吹き、衝突事故を引き起こす。
- パンタグラフや高架線が強風により形が崩れる。

## 事故の予防手段
強風からのリスクを軽減する手段としては以下の方法がある:
- 覆道によく似た風よけフェンスを設置する。
- 客車の輪郭を小さくする。
- 列車の走行速度を遅くする。
- 軌間を広げたレールの採用（標準軌,広軌が望ましい）
- 高架線を改良する:
  - 終端を固定できる力以上の張力になるように調整する。
  - 架空電車線方式において、架線を短くする。
  - 強固な電気伝導体の採用

## 各国の風に関する鉄道事故

### 日本
- 営団地下鉄東西線列車横転事故
- 余部鉄橋列車転落事故
- JR羽越本線脱線事故
- JR日豊本線脱線転覆事故

### アイルランド
- ロンドンデリー・ルーフスウィリー線 - 914mmの狭軌によって事故が引き起こされた。

### アメリカ合衆国
- BART (ベイエリア高速鉄道)で広軌を採用している理由の1つに、強風や地震に耐えうる安定性があると言われている[2][3][4]。
- BARTの軌間は標準軌より17%も広い。
- サウスカロライナ州・チャールストンで、1911年9月2日に起きた鉄道事故は、路面電車が強風によって転覆した物だった[5]。
- セントルイスで1892年5月24日に起きた鉄道事故[6]。

### 英国
- 初代テイ橋崩落事故(1879年)
- チェルフォード鉄道事故(1894年) - 入換作業時の事故
- イースト・コースト本線でも、風に関連した鉄道事故が起きた。
- スノードン登山鉄道でも、風に関連した鉄道事故が起きた。
- カンブリア州にあるレーベン高架橋でも、1903年2月27日に風に関連した鉄道事故が起きた。

### インド
- インドの鉄道で、広軌を採用している1つの理由が、強風に対する高い安定性にあると言われている。

### オーストラリア
- 小さな竜巻が列車を度々巻き上げることがある[7]。
- 二層式の路面電車では1,067mmの標準軌を使っているので、もしトップ・デッキが風に囲まれたら、吹き飛ばされないように注意深く走っている[8]。
- ニューサウスウェールズ州のタカムウォルでは、1928年に47両もの貨物列車が強風で脱線する鉄道事故が起きた[9]。

### 中華人民共和国
- 蘭新線第二複線 - どんな強風にも耐えうる覆道を建設している。
- トルファン市では、2007年2月28日に10両編成の客車が、強風に煽られて脱線した鉄道事故が起きた。

### ドイツ
- ユーゲン - 1935年10月に狭軌上を走っていた列車の事故が起きた[10]。
- リューゲン島- 1946年10月に狭軌を走っていた列車の事故が起きた[11]。

### ニュージーランド
- リムタカケーブル鉄道事故(en:Rimutaka Incline railway accident。1880年9月11日)

### ノルウェー
- マクレルベッケン線で2004年2月1日に、牽引機関車による風に関連した鉄道事故が起きた。

### 南アフリカ共和国
- 架線が強風によってもつれる事がある[12]。

## 事故を引き起こす鉄道関連の要因
- 列車の軽量化
- 狭軌
- 地形の風景[13]
- トンネル[14]